# Lancetbladige basterdwederik
Lancetbladige basterdwederik (Epilobium lanceolatum) is een overblijvende plant die behoort tot de teunisbloemfamilie (Onagraceae).
De soort staat op de Nederlandse Rode lijst van planten als zeer zeldzaam, en komt hier alleen voor in Zuid-Limburg.

## Kenmerken
De plant wordt 10 tot 60 cm hoog. De paars tot roze bloemen bloeien van juli tot augustus. De vrucht is een doosvrucht.
De lancetbladige basterdwederik komt voor op vochtige tot droge schaduwrijke en voedselrijke bodems.